# Fritz Strich
Frits Strich (Königsberg, 13 december 1883 - Bern, 15 augustus 1963) was een Duits-Zwitserse literatuurwetenschapper. Hij was een leerling van Franz Muncker en werd in 1910 docent aan de Ludwig Maximilians-Universiteit in München. In 1915 werd hij benoemd tot buitengewoon hoogleraar, in 1929 tot gewoon hoogleraar in Bern.